# Олигомицин
Олигомицины  — группа макролидов, которые синтезируются актинобактериями из рода Streptomyces. Олигомицины могут быть токсичными для других организмов.

## Функция
Являются антибиотиками бактерий рода Streptomyces.
Олигомицин A ингибитор АТФ-синтазы. В исследованиях окислительного фосфорилирования олигомицин A используется как блокатор состояния 3 (фосфорилирование). Олигомицин A ингибирует АТФ-синтазу, блокируя протонный канал (Fo субъединица), которая необходима для окислительного фосфорилирования и синтеза АТФ из АДФ. Ингибирование синтеза АТФ с использованием олигомицина позволяет значительно снизить поток электронов по электрон транспортной цепи. Однако, поток электронов не прекращается полностью из-за протонной утечки (англ. proton leak) или митохондриального разобщения (англ.  mitochondrial uncoupling). Митохондриальное разобщение происходит за счет облегченной диффузии протонов в матрикс митохондрий через разобщающий белок. В частности, к таким белкам относится термогенин (UCP1).
Употребление олигомицина может привести к повышению уровня лактата в крови и моче. Повышение лактата крови обусловлено компенсаторным усилением молочнокислого брожения в тканях, при ингибировании митохондриальной стадии дыхания с целью регенерации окислителя (НАД+) для гликолиза.
| Форма                      | R1     | R3 | R3 | R4  | R5     |
| Олигомицин А               | CH3    | H  | OH | H,H | CH3    |
| Олигомицин B               | CH3    | H  | OH | O   | CH3    |
| Олигомицин С               | CH3    | H  | H  | H,H | CH3    |
| Олигомицин D (Рутамицин А) | H      | H  | OH | H,H | CH3    |
| Олигомицин Е               | CH3    | OH | OH | O   | CH3    |
| Олигомицин F               | CH3    | H  | OH | H,H | CH2CH3 |
| Rutamycin B                | H      | H  | H  | H,H | CH3    |
| 44-Гомоолигомицин A        | CH2CH3 | H  | OH | H,H | CH3    |
| 44-Гомоолигомицин B        | CH2CH3 | H  | OH | O   | CH3    |